# Rio Marés
O rio Marés é um curso de água que banha os municípios de João Pessoa e Bayeux, no estado brasileiro da Paraíba.

## Microbacia
O Marés, que nasce em lagoas de tabuleiros na tríplice divisa dos municípios de Santa Rita, João Pessoa e Bayeux, forma o limite natural entre esses dois últimos. Apresenta cumprimento total de 13,01 km e sua bacia abrange 23,53 km², até sua confluência pelo lado esquerdo com o rio do Meio, a partir de onde passa a denominar-se rio Sanhauá, que é afluente direto do rio Paraíba do Norte, no seu baixo curso.
Seu açude, responsável por parte do abastecimento d'água da área metropolitana de João Pessoa, tem capacidade máxima de 2.136.637 m³.
No passado, esse curso d'água foi conhecido como “rio das Marés”, em virtude do vaivém das águas do mangue do qual é composto. No IV Congresso de História Nacional, de 1950, houve a seguinte menção de Câmara Cascudo ao rio:
Toda essa região [da capital paraibana] é densamente povoada. Entre o Jaraguá e o Paraíba ficam Paraigoera (Parueira), Buraco de Santo′Iago, rio da Garça, Iabiru (Jaburu), e rio do Portinho. Não encontrei o Sanhauá, talvez confundido com o rio das Marés.
O nome mais antigo do rio vem to tupi e se denomina Tegió.